# 't Vijfde
't Vijfde  is een voormalig amateurvoetbalvereniging uit de Nederlandse stad Amersfoort. De vereniging werd opgericht op 12 februari 1907. De club werd vernoemd naar het 5e regiment. In 1935 werd de club opgeheven.
VV Amsvorde · VV APWC · CJVV · VV Cobu Boys · VV Hoogland · VV Hooglanderveen · HVC · KVVA · ASC Nieuwland · VV De Posthoorn · AFC Quick 1890 · VV VOP · VVZA

Voormalige clubs: Amersfoortsche FC · SC Amersfoort · 't Vijfde